# Denis Bauda
Denis Bauda est un footballeur français né le 26 février 1947 à Grenoble. Il évolue comme défenseur central de la fin des années 1960 à la fin des années 1970.
Formé au FC Grenoble, il évolue ensuite au FC Metz, au SC Bastia, à l'AS Nancy-Lorraine et au PSG.

## Biographie
Denis Bauda fait ses débuts au poste de milieu de terrain avec le FC Grenoble lors de la saison 1966-1967 de Division 2. Il rejoint en 1969 le FC Metz. Il entre en jeu, pour la première fois sous les couleurs messines, lors de la seconde journée du championnat face à l'AS Saint-Étienne. Il remplace Patrice Vicq à la 63e minute de la rencontre perdue deux à zéro. Il devient titulaire au milieu de terrain dès la sixième journée et dispute, les deux saisons suivantes, la totalité des rencontres du championnat.
En 1972, Denis Bauda s'engage avec le SC Bastia et devient alors un des meilleurs joueurs du championnat. Après une saison en Corse, il signe à l'AS Nancy-Lorraine où il retrouve son entraîneur au FC Grenoble, Albert Batteux. Le 20 novembre 1973, il est appelé en équipe de France B, par le sélectionneur Ștefan Kovács, pour rencontrer, au Stade Félix-Bollaert, le Cercle Bruges KSV. Les Français et les joueurs de l'équipe belge se séparent sur un match nul un partout. En club, il est replacé au poste de Défenseur gauche mais n'arrive pas à s'imposer à ce poste et, en fin de saison, il rejoint le Paris SG dirigé par Just Fontaine qui vient de monter en Division 1. Il est le premier joueur du club parisien à être expulsé en première division. Après deux saisons pleines, le nouvel entraîneur du club, Vélibor Vasovic, lui préfère Dominique Lokoli au poste de latéral gauche. 
Denis Bauda signe en 1977 à l'AS Poissy en Division 2 qui est relégué en fin de saison. L'année suivante, il termine sa carrière de joueur dans ce club en Division 3. Il devient alors entraîneur du CS Stiring-Wendel, club de Division 4 mais ne parvient pas à faire monter le club en Division 3 et quitte alors son poste.

## Palmarès
- 1 sélection en équipe de France B, international espoir et militaire[4].

## Statistiques
| Saison                | Club                  | Championnat           | Championnat | Championnat | Coupe(s) nationale(s) | Coupe(s) nationale(s) | Compétition(s) continentale(s) | Compétition(s) continentale(s) | Compétition(s) continentale(s) | Total | Total |
| Saison                | Club                  | Division              | M.          | B.          | M.                    | B.                    | Comp.                          | M.                             | B.                             | M.    | B.    |
| 1966-1967             | FC Grenoble           | Division 2            | 22          | 0           | 1                     | 0                     | -                              | -                              | -                              | 23    | 0     |
| 1967-1968             | FC Grenoble           | Division 2            | 31          | 1           | -                     | -                     | -                              | -                              | -                              | 31    | 1     |
| 1968-1969             | FC Grenoble           | Division 2            | 34          | 6           | 2                     | 1                     | -                              | -                              | -                              | 36    | 7     |
| Sous-total            | Sous-total            | Sous-total            | 87          | 7           | 3                     | 1                     | -                              | -                              | -                              | 90    | 8     |
| 1969-1970             | FC Metz               | Division 1            | 29          | 0           | 8                     | 0                     | C3                             | 2                              | 0                              | 39    | 0     |
| 1970-1971             | FC Metz               | Division 1            | 38          | 0           | 2                     | 1                     | -                              | -                              | -                              | 40    | 1     |
| 1971-1972             | FC Metz               | Division 1            | 38          | 1           | 1                     | 0                     | -                              | -                              | -                              | 39    | 1     |
| Sous-total            | Sous-total            | Sous-total            | 105         | 1           | 11                    | 1                     | -                              | 2                              | 0                              | 118   | 2     |
| 1972-1973             | SC Bastia             | Division 1            | 38          | 2           | 2                     | 0                     | C2                             | 2                              | 0                              | 42    | 2     |
| Sous-total            | Sous-total            | Sous-total            | 38          | 2           | 2                     | 0                     | -                              | 2                              | 0                              | 42    | 2     |
| 1973-1974             | AS Nancy-Lorraine     | Division 1            | 37          | 1           | 3                     | 0                     | -                              | -                              | -                              | 40    | 1     |
| Sous-total            | Sous-total            | Sous-total            | 37          | 1           | 3                     | 0                     | -                              | -                              | -                              | 40    | 1     |
| 1974-1975             | Paris SG              | Division 1            | 36          | 0           | 9                     | 0                     | -                              | -                              | -                              | 45    | 0     |
| 1975-1976             | Paris SG              | Division 1            | 30          | 0           | 6                     | 0                     | -                              | -                              | -                              | 36    | 0     |
| 1976-1977             | Paris SG              | Division 1            | 19          | 0           | 3                     | 0                     | -                              | -                              | -                              | 22    | 0     |
| Sous-total            | Sous-total            | Sous-total            | 85          | 0           | 18                    | 0                     | -                              | -                              | -                              | 103   | 0     |
| 1977-1978             | AS Poissy             | Division 2            | 17          | 0           | 1                     | 0                     | -                              | -                              | -                              | 18    | 0     |
| Sous-total            | Sous-total            | Sous-total            | 17          | 0           | 1                     | 0                     | -                              | -                              | -                              | 18    | 0     |
| Total sur la carrière | Total sur la carrière | Total sur la carrière | 369         | 5           | 38                    | 2                     | -                              | 4                              | 0                              | 411   | 7     |